# Schlacht bei Tuttlingen
Wallerfangen – Dömitz – Haselünne – Wittstock – Rheinfelden – Breisach – Wittenweiher – Vlotho – Ochsenfeld – Chemnitz – Bautzen – Freiberg – Riebelsdorfer Berg – Dorsten – Preßnitz – La Marfée – Wolfenbüttel – Kempener Heide – Schweidnitz – Breitenfeld – Tuttlingen – Freiburg – Philippsburg – Jüterbog –  Jankau – Herbsthausen – Alerheim – Brünn – Korneuburg – Totenhöhe – Hohentübingen –  Triebl – Zusmarshausen – Wevelinghoven – Dachau –  Prag
Die Schlacht bei Tuttlingen im November 1643 war ein Gefecht zwischen den verbündeten kaiserlichen und bayerischen Truppen und dem französisch-weimarischen Heer im Dreißigjährigen Krieg. Durch einen nächtlichen Überfall der Kaiserlichen wurde die französische Armee weitgehend vernichtet.

## Verlauf
Am 24. November 1643 überraschten bayerische und kaiserliche Truppen (ergänzt unter anderem durch lothringische und spanische Einheiten) unter Franz von Mercy, Melchior Graf von Hatzfeldt, Johann von Werth und Herzog Karl IV. von Lothringen die französische Armee, die in der Umgebung von Tuttlingen im Winterquartier lag. Die Franzosen hatten in der Ruine von Burg Honberg und in der Stadt ihr Hauptquartier etabliert, auf dem dazwischen liegenden Friedhof wurde die Artillerie mit den Kanonen gelagert. Das stellte sich als grober Fehler heraus. Starker Schneefall ermöglichte ein fast lautloses Vorgehen der kaiserlichen Kavallerie mit 1500 Reitern unter von Werth und Johann von Sporck und einem Dragonerregiment unter Oberst Gold sowie einer Hundertschaft Kroatischer Reiterei unter dem damaligen Oberst und späteren General Georg von Truckmüller. Die Bewacher der französische Artillerie wurden von der Attacke völlig unvorbereitet getroffen, so dass eine geordnete Verteidigung nicht möglich war. Der französischen Reiterei gelang die Flucht. Der Rest des französischen Heeres, das in der Umgebung verstreut einquartiert war, schaffte es nicht, sich vom Feind abzusetzen. Der Honberg wurde ohne alliierte Verluste genommen, da dem Gegner seine Kanonen fehlten.
Am folgenden Tag ergaben sich die noch verbliebenen Truppen, darunter der französische Oberbefehlshaber Josias Rantzau, sowie sieben seiner Generäle. Von den ursprünglich 15.000 Mann des französischen Heeres waren 4500 entkommen und 4000 gefallen. Fast 7000 gingen in Gefangenschaft, unter ihnen 260 Offiziere mit acht Generälen und neun Obersten. Zur Beute gehörten auch alle Kanonen mit 560 Pferden, Silbergeschirr und das Bargeld, um das Heer für einen Monat zu bezahlen.
Das „Verzaichnuß der Stuck und Wägen, so vom Feind bekommen worden“ zählt auf: „2 Halbe Carthaunen, 2 darzu gehörige Lauetten. 1 Singerin. 2 Schlangen. 4 Kurtze Falconen in jhren Lauetten. 1 Pöller mit seinen Lauetten. 32 MunitionWägen. 20 KugelWägen. 13 Karrn.“

## Folgen
Nach dem katastrophalen Ausgang der Schlacht bei Tuttlingen war die Lage für die französische Armee in Württemberg unhaltbar geworden. Der Rückzug über den Rhein musste noch im Winter stattfinden und dabei ging der Großteil an Soldaten und Material durch Hunger, Kälte und Fahnenflucht verloren. Die Niederlage bei Tuttlingen passte nach dem großen Sieg in der Schlacht bei Rocroi im Mai des gleichen Jahres nicht ins Bild der Führung von Frankreich unter Mazarin und wurde deshalb lange verschwiegen, obwohl die Niederlage die militärische Situation für Frankreich auf den Stand vor 5 Jahren zurückwarf.

## Literatur

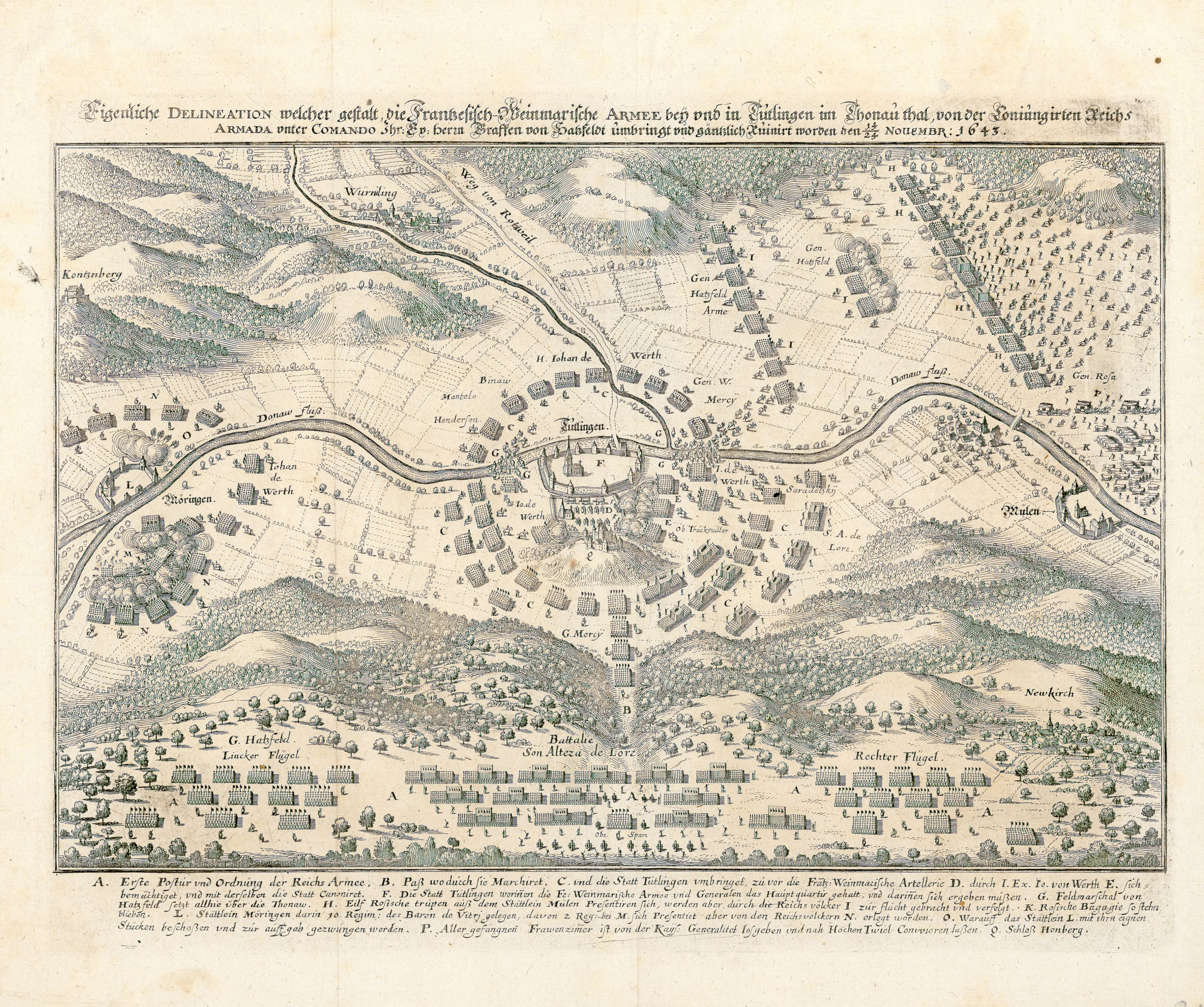
Matthäus Merian: Eigentliche Delineation welcher gestalt, die Frantzesisch-Weinmarische Armee bey und in Tutlingen im Thonau thal, von der Coniungirten Reichs Armada unter Comando Ihr: Ex: Herrn Graffen von Hatzfeldt umbringt und gäntzlich Ruinirt worden den 14/24 Novembr. 1643. Frankfurt a. M. 1647.